# Lettera aperta (romanzo)
Lettera aperta è un racconto autobiografico di Goliarda Sapienza, pubblicato nel 1967 da Garzanti e partecipante al Premio Strega dello stesso anno.

## Tema
A Catania, durante gli anni della crisi della dittatura fascista, l'autrice compie la propria educazione sentimentale in una famiglia di sindacalisti socialisti.

## Edizioni e traduzioni
- Lettera aperta, Milano, Garzanti, 1967,  p. 137.[2]
- Lettera aperta, Prefazione di Dacia Maraini, Palermo, Sellerio, 1997,  p. 159, ISBN 88-389-1378-1.[3]
- Lettera aperta, Prefazione di Citto Maselli, Torino, UTET, 2007,  p. 202, ISBN 978-88-02-07545-7.
- Lettera aperta, Introduzione di Monica Farnetti, con ritratto di Goliarda Sapienza di Angelo Pellegrino, Torino, Einaudi, 2017, ISBN 978-88-06-23064-7.
- (FR) Le fil d'une vie: Lettre ouverte; Le fil de midi, traduzione di Nathalie Castagné, Paris, V. Hamy, 2008, ISBN 9782878582673.[4]